# 越橘叶蔓榕
，又名瓜子蔓榕，是臺灣特有的桑科榕属植物，一般生于低海拔及中海拔林中，目前已由人工引种栽培。

## 扩展阅读
- 維基物種上的相關：越橘叶蔓榕